# Oakville (Ontario)
Oakville – miasto (ang. town) w Kanadzie, w prowincji Ontario, w regionie Halton.
Liczba mieszkańców Oakville wynosi 165 613. Język angielski jest językiem ojczystym dla 72,6%, francuski dla 1,9% mieszkańców (2006).
W mieście rozwinął się przemysł rafineryjny, samochodowy oraz farmaceutyczny.
W Oakville ostatnie lata życia spędziła Janina Zaborowska ps. „Joanna”, „Rena” (1918–2000), harcmistrzyni, referentka łączności Szefostwa Wojskowej Służby Kobiet (WSK) Okręgu Armii Krajowej Warszawa, podczas powstania warszawskiego łączniczka w Grupie Śródmieście Południe – Sławbor, a także polski językoznawca i teoretyk języka Leon Zawadowski (1914–2018).